# Marc Le Menestrel
Pour les articles homonymes, voir Le Menestrel.
Pas d'image ? Cliquez ici
Marc Le Menestrel, né en 1967, est un grimpeur et universitaire français.
Titulaire d'un doctorat en sciences de la décision, il a évolué au meilleur niveau mondial en escalade durant les années 1980, ouvrant ou répétant les voies les plus dures de France.
Il est le frère d'Antoine Le Menestrel et tous deux sont connus pour avoir souvent officié ensemble dans le milieu de l'escalade. Ils ont par ailleurs tous les deux signé le manifeste des 19, un texte rejetant la compétition d'escalade.

## Études et carrière professionnelle
Marc le Menestrel est diplômé de l'université Paris VI (1986) et de l'ESCP (1991), avant d'obtenir un doctorat en sciences de la décision de l'INSEAD (1999).
Il est enseignant-chercheur en sciences de la décision à l'INSEAD et à l'université Pompeu Fabra de Barcelone.

## Quelques réalisations sportives
| Nom              | Site                | Date | Commentaires |
| ---------------- | ------------------- | ---- | ------------ |
| Rêve de papillon | Buoux, France       | 1983 | 8a           |
| Chimpanzodrome   | Le Saussois, France | 1984 | 7c+, en solo |
| le Bidule        | Le Saussois, France | 1984 | 8a+          |
| Le Minimum       | Buoux, France       | 1986 | 8b+          |
| Azincourt        | Buoux, France       | 1989 | 8c           |